# Championnats de Tunisie d'athlétisme 1961
Navigation
1960 1962
Les championnats de Tunisie d'athlétisme 1961 sont une compétition tunisienne d'athlétisme se disputant en octobre 1961.
Seize épreuves sont disputées chez les hommes alors que les épreuves féminines sont annulées faute de participantes ; le départ en France de plusieurs champions et le retrait d'autres affectent le niveau des championnats, où l'on enregistre le retour de Chedly Chaâr, champion de Tunisie au lancer du marteau en 1938, 1939, 1940, 1941, 1944 et 1948. Au niveau des équipes, l'Orientale remporte quatre titres, l'Avenir musulman et Al Mansoura Chaâbia d'Hammam Lif trois titres, la Zitouna Sports et l'Espérance sportive de Tunis deux titres, le Club sportif des cheminots et l'Institut national du sport et d'éducation physique un titre.

## Palmarès
| Discipline            | Hommes               | Hommes        |
| --------------------- | -------------------- | ------------- |
| 100 m                 | Jamel Eddine Bouabsa | 11 s 6        |
| 200 m                 | Othman Ben Salah     | 26 s 3        |
| 400 m                 | Hédi Boussaâ         | 58 s 9        |
| 800 m                 | Mohamed Gouider      | 2 min 2 s 9   |
| 1 500 m               | Mohamed Gouider      | 4 min 20 s 5  |
| 5 000 m               | Ahmed Labidi         | 17 min 20 s 8 |
| 10 000 m              | Ahmed Labidi         | 34 min 43 s 2 |
| 110 m haies           | Non disputé          |               |
| 400 m haies           | Mokhtar Ismaïl       | 61 s 9        |
| 3 000 m steeple       | Salah Ben Abdallah   | 11 min 1 s 1  |
| Relais 4 × 100 mètres | L'Orientale          | 50 s 1        |
| Relais 4 × 400 mètres | Non disputé          |               |
| Saut en longueur      | Slim Hayouni         |               |
| Triple saut           | Non disputé          |               |
| Saut en hauteur       | Mohamed Badra        | 1,65 m        |
| Saut à la perche      | Mokhtar Meddeb       | 3 m           |
| Lancer du poids       | Bechir Dhehiba       | 10,06 m       |
| Lancer du disque      | Non disputé          |               |
| Lancer du marteau     | Chedly Chaâr         | 33,31 m       |
| Lancer du javelot     | Mohamed Badra        | 36,56 m       |
| Décathlon             |                      |               |
| Heptathlon            |                      |               |
| Marathon              |                      |               |